# The Bard's Tale II: The Destiny Knight
The Bard's Tale II: The Destiny Knight je videohra žánru RPG/dungeon vytvořená americkou společností Interplay Entertainment a vydaná firmou Electronic Arts v roce 1986. Jedná se zároveň o druhý díl videoherní triogie z 80. let 20. století, která pokračovala po třiceti letech čtvrtou částí s názvem The Bard's Tale IV: Barrows Deep.
Stejně jako u prvního dílu je designérem a programátorem The Bard's Tale II Michael Cranford.

## Popis
The Bard's Tale II: The Destiny Knight je fantasy dungeon ve stylu her ze série Wizardry. Hráč si sestaví družinu dobrodruhů z max. sedmi postav, které mohou být různé rasy a mít různá povolání. Oproti prvnímu dílu přibylo povolání Archmage (arcimág). Dostupné rasy jsou člověk, elf, trpaslík, hobit, poloviční elf, poloviční ork a gnóm. Hráč si může převést kompletní družinu z předchozího dílu The Bard's Tale I nebo dokonce z her Wizardry: Proving Grounds of the Mad Overlord (1981) či Ultima III: Exodus (1983). Ovšem hra nepovolí transfer některé mocné výzbroje a i peníze lze převést v omezeném množství.
Skupina podstupuje souboje s nepřáteli a řeší různé hádanky, čímž získavá zkušenosti (v návaznosti na to vyšší úrovně), peníze a vylepšuje schopnosti jednotlivých členů. Za získané peníze lze nakoupit lepší zbraně, zbroj nebo také léčení a magickou energii potřebnou ke kouzlení. Je možné též oživit zemřelého člena. Některé nestvůry se mohou zúčastnit boje po boku party, jsou např. vyvolány kouzlem. Těch je ve hře celkem 79.
Boj proti náhodně se objevujícím nepřátelům probíhá na tahy, jeho průběh se textově vypisuje v příslušné části obrazovky, není tedy znázorněn graficky. Prostředí je rozsáhlejší než u předchozího dílu, obsahuje celkem 6 měst (Tangramayne, Phillppi, Corinth, Thessalonica, Colosse, Ephesus), okolní divočinu a také více podzemních prostor (celkem 25 podzemních lokací). Reklama na The Bard's Tale II v herním časopisu Computer Gaming World hlásala, že druhý díl je o 50 % rozsáhlejší než díl první.
Přibyly také banky, kde je možné ukládat peníze; a kasina, kde je lze prohrát v karetní hře blackjack. Příběh začíná v úvodním městě Tangramayne.

## Příběh
Poté, co družina statečných hrdinů porazila zlého černokněžníka Mangara a osvobodila městečko Skara Brae z věčné zimy, vypadalo to, že na světě zavládl klid a mír. Zjevil se však zlý arcimág Lagoth Zanta, který rozdělil Hůlku osudu na sedm částí a ty rozházel po celé zemi. Hůlka osudu ji po 700 let chránila. Bez ní se říše propadne do chaosu. Je tedy na hrdinech, aby ji znovu složili. Jeden z nich se také musí stát arcimágem a pomocí Hůlky osudu porazit Lagotha Zantu.